# Jürgen Wagner
Jürgen Wagner, född 9 september 1901 i Strassburg, död 5 april 1947 i Belgrad, var en tysk SS-Brigadeführer och generalmajor i Waffen-SS.

## Andra världskriget
Wagner deltog i Balkanfälttåget 1941 som befälhavare för SS-regementet "Germania", som ingick i 5. SS-Panzer-Division Wiking.
För sina insatser på östfronten dekorerades Wagner med Riddarkorset. I oktober 1943 övertog han befälet för 23. SS-Freiwilligen-Panzergrenadier-Division Nederland (niederlandische Nr. 1), som bland annat sattes in i Kroatien och Kurland-fickan. Våren 1944 var Wagner under en kort period befälhavare för 4. SS-Polizei-Panzergrenadier-Division, innan han ånyo tog befäl över 23. SS-Freiwilligen-Panzergrenadier-Division Nederland (niederlandische Nr. 1).
Wagner överlämnade sig i maj 1945 till amerikanska trupper, men blev utlämnad till Jugoslavien och ställd inför rätta för krigsförbrytelser. Wagner dömdes till döden och arkebuserades den 5 april 1947.

### Webbkällor
- ”680. Eichenlaubträger Jürgen Wagner SS-Brigadeführer und Generalmajor der Waffen-SS” (på tyska). Die Ritterkreuzträger der Deutschen Wehrmacht und Waffen-SS 1939–1945. Arkiverad från originalet den 9 oktober 2014. https://www.webcitation.org/6TCdV5C3S?url=http://www.ritterkreuztraeger-1939-45.de/Waffen-SS/W/Wagner-Juergen.htm. Läst 9 oktober 2014.
- ”Wagner, Jürgen” (på tyska). Lexikon der Wehrmacht. Arkiverad från originalet den 9 oktober 2014. https://www.webcitation.org/6TCdhJDmX?url=http://www.lexikon-der-wehrmacht.de/Personenregister/W/WagnerJ.htm. Läst 9 oktober 2014.